# FC Zalău
FC Zalău a fost un club de fotbal din Zalău care a evoluat în Liga a III-a. Acesta a fost înființat în anul 2006 și s-a desființat în anul 2017.

## Istorie
În toamna anului 2005, FC Armătura Zalău era nevoită să se desființeze, după ce patronul de atunci, Liviu Olar Pop, a refuzat să mai sprijine financiar echipa. Trist, dar adevărat, nici aleșii locali din acele vremuri nu s-au "zbătut" deloc ca "brandul" fotbalului sălăjean să nu dispară de pe harta fotbalului românesc, iar FC Armătura Zalău devine astfel o simplă amintire odată cu trecerea timpului. 
Vrând să demonstreze că poate readuce fotbalul sălăjean acolo unde a fost odinioară, patronul firmei Nazareth, Ioan Morar, care a colaborat o mică perioadă de timp și cu Liviu Olar Pop la FC Armătura, înființează în martie 2006 un nou club de fotbal, FC Zalău, cu care încearcă promovarea în Liga a III-a. După două meciuri de baraj pierdute (1 - 0 în 2006, în fața echipei "U" Cluj 1919 și 3 - 2 în 2007, în fața echipei FC Bihor II Oradea), clubul patronat de Ioan Morar revine în "lumea bună" a fotbalului românesc în vara anului 2008. FC Zalău învinge la limită, scor 1 - 0, reprezentanta județului Maramureș, Spicul Mocira, după un meci dominat de la un capăt la altul de echipa zălăuană. în toate cele trei meciuri de baraj susținute, la cârma echipei zălăuane s-a aflat antrenorul Marius Pașca. 
FC Zalău a evoluat în Seria a VI-a a Ligii a III-a, având ca obiectiv în sezonul 2007-2008 clasarea între primele opt echipe ale Seriei.

## Lotul sezonului 2009-2010
| Nr. |         | Poziție | Jucător         |
| --- | ------- | ------- | --------------- |
|     | România | P       | Madaras Csaba   |
|     | România | P       | Claudiu Chiș    |
|     | România | F       | Vasile Jula     |
|     | România | F       | Cosmin Cosma    |
|     | România | F       | Vlad Negrean    |
|     | România | F       | Radu Blaga      |
|     | România | F       | Cristian Mocean |
|     | România | F       | Flaviu Bărnuțiu |
|     | România | F       | Răzvan Nicorici |
|     | România | M       | Gabriel Crăciun |

| Nr. |         | Poziție | Jucător          |
| --- | ------- | ------- | ---------------- |
|     | România | M       | Mihai Bode       |
|     | România | M       | Ionuț Podina     |
|     | România | M       | Cristi Oros      |
|     | România | M       | Istvan Maior     |
|     | România | M       | Gabriel Vasvari  |
|     | România | M       | Paul Chiș        |
|     | România | A       | Marian Ignat     |
|     | România | A       | Gigi Gorga       |
|     | România | A       | Claudiu Chiorean |
|     | România | A       | Andrei Teglas    |
|     | România | A       | VIctor Dobrescu  |

## Foști jucători
- Remus Marta
- Vasile Jula
- Paul Barna
- Gabriel Crăciun
- Cosmin Cosma
- Gigi Gorga
- Claudiu Chiorean
- Răzvan Nicorici
- Gabriel Vasvari
- Mircea Bolba
- Alin Chibulcutean
- Adrian Gongolea
- Adrian Notigan
- Marian Vasile
- Filip Lăzărescu
- Laurențiu Mândru
- Grigore Molnar
- Cristian Mureșan
- Sergiu Lonca
- Marius Cozma
- Marius Munteanu
- Cosmin Sabău
- Florin Mureșan
- Florin Timoce
- Alexandru Gabor
- George Hexan
- Claudiu Cornaci
- Marian Ignat
- Alexandru Pop
- Cătălin Petrescu
- Lucian Zoicaș
- Bogdan Ungurușan
- Alexandru Munteanu
- Florin Pop
- Marius Cheregi
- Marian Grigore
- Vasile Stâncel
- Dorin Barbu
- Ioan Munteanu
- Mihai Bumbuț
- Gheorghe Bumbuț
- Andrei Vaida
- Zoltan Ardelean
- Ștefan Both
- Ioan Nistor
- Aurel Petrean
- Grigore Boca
- Ionuț Blaga
- Grigore Pășcuță
- Dumitru Crișan
- Attila Szasz
- Ioan Chis
- Paul Georgescu

## Foști antrenori
- Carol Calina
- Dorin Barbu
- Ioan Cotruț
- Leontin Grozavu

## Vezi Și
- Site Oficial Arhivat în 11 noiembrie 2009, la Wayback Machine.

## Galerie foto

logo vechi